# Love the World (single van Perfume)
Love the World is een single van de Japanse groep Perfume en afkomstig van hun tweede studioalbum, Triangle (2009).
De single verscheen op 9 juli 2008 en werd geschreven en gecomponeerd door Yasutaka Nakata. Op de B-kant staat het nummer Edge.

## Nummers
| Nr. | Titel                         | Duur |
| --- | ----------------------------- | ---- |
| 1.  | Love the World                | 4:35 |
| 2.  | Edge                          | 6:31 |
| 3.  | Love the World (instrumental) | 4:35 |
| 4.  | Edge (extended mix)           | 8:41 |

## Artiesten en medewerkers
- Ayano Ōmoto (Nochi) - zang
- Yuka Kashino (Kashiyuka) - zang
- Ayaka Nishiwaki (A~chan) - zang
- Yasutaka Nakata - compositie en productie